# Institut français de la république démocratique du Congo
L'Institut français de RDC (IFR.D.C) fait partie du réseau mondial des Instituts français. Il comporte quatre antennes : la Halle de la Gombe, l'Institut principal pour le pays, à Kinshasa (IFK), la Halle de l'Étoile à Lubumbashi (aussi appelé Institut français de Lubumbashi), la Halle des Grands Lacs à Bukavu (aussi appelé l'Institut français de Bukavu), et la Halle des Volcans (aussi appelé Institut français de Goma).

## Historique
L'Institut français est présent à Kinshasa depuis 1967, originellement sous le nom de Centre culturel français. Mais ce n'est qu'en 2011 que le réseau culturel français s'unifie officiellement sous le nom d'Institut français de R.D.C., à la suite de la réforme mondiale du réseau culturel et de coopération du ministère français des Affaires étrangères et européennes initiée par la loi du 27 juillet 2010, en remplacement des activités culturelles françaises qui étaient jusque-là réunies au sein de l'association Culturesfrance.
Cette réorganisation a apporté une meilleure unité et une plus grande simplicité de gestion. Les services de coopération universitaire, éducative, linguistique et culturelle de l’ambassade de France ont ainsi fusionné pour devenir l’Institut français de RDC. Ils entretiennent des liens étroits avec le consulat général ainsi que le bureau de l'Alliance française du pays et les autorités nationales et locales.

## Rôle éducatif
Le but premier de l'Institut est de proposer des cours, formations et examens de français à un public aussi large que possible. Ainsi, l'Institut compte chaque année quelques milliers d'élèves : enfants, étudiants comme professionnels. L'IFRDC est aussi accrédité pour faire passer et délivrer différentes certifications internationales, comme: le DELF, le DALF, le TCF, le DELF Prim, le DELF Junior, et le TCF Québec, en collaboration avec des instances éducatives internationales comme l'Agence universitaire de la Francophonie (AUF), le Centre international d'études pédagogiques (CIEP) ainsi qu'avec les autorités et ministères de l'éducation et de la recherche congolais et français

## Activités culturelles
Les centres culturels des trois instituts participent à la scène culturelle nationale, en créant des centaines d'évènements annuels à visée nationale, régionale ou locale, selon les projets,. L'IFR.D.C participe également à des évènements externes, dans le cadre de la promotion de la culture et des échanges entre la France et la RDC, et développe des partenariats avec d'autres entités gouvernementales ou non-gouvernementales. En juin 2016 l'Institut de la Halle de la Gombe a collaboré avec l'Institut Goethe de Kinshasa pour l'organisation des "Journées utopiques". 

## Antennes
Détails sur les bâtiments et différentes antennes de l'Institut français en R.D.C :

## Antenne de Kinshasa - Halle de la Gombe
L'IF Kinshasa dispose de la médiathèque "Floribert Chebeya" qui compte plus de 25 000 ouvrages; en plus elle anime deux autres collections numériques (culturethèque et CAIRN). Son responsable est Jérôme MUTOMBO Kayembe. Le complexe abrite également une salle de spectacle de 1000 places (la grande halle) et une salle de projection de 100 places, un vaste espace d’exposition, un espace de restauration, cinq studios d'hébergement, des jardins, un café-restaurant et un patio fleuri.

## Antenne de Lubumbashi - Halle de l'Étoile
L'ouverture du Centre culturel français (CCF) à Lubumbashi date de 1967.
Après une période de fermeture en 1991, à la suite d'un épisode d'insécurité civile et de pillages, la « Halle de l'Étoile » a officiellement repris ses activités en 2004. Puis, comme la plupart des antennes des CCF dans le monde, elle fut renommée "Institut français" en 2011. 
Il est situé au no 63 de la chaussée L-D Kabila.
La médiathèque de cette branche dispose d’un fonds de plus de 8 000 ouvrages, orientée vers la littérature, la bande-dessinée, les sciences sociales, les arts et la France contemporaine. Des revues internationales y sont consultables. Depuis 2012, elle dispose de bornes interactives, les abonnés ont accès à ses ressources numériques. En outre, le bâtiment comporte une salle de spectacle, une halle d'exposition, un cinéma, un studio d'enregistrement (audio), un patio et un espace de restauration. 

## Antenne de Bukavu - Halle des Grands Lacs
L'Institut français de Bukavu, au Sud-Kivu, a été inauguré le 14 avril 2016. Il dispose d’une médiathèque numérique équipée de tablettes, de liseuses et de koombook, des serveurs permettant de consulter de nombreuses données.
Il dispense des cours de langues et délivre des certifications reconnues par le ministère français de l’Éducation nationale. Bientôt l’antenne Campus France permettra de conseiller les étudiants souhaitant poursuivre leurs études en France.
Une salle de spectacle dotée des dernières technologies est mise à disposition des artistes et un incubateur de start-up permet d’encadrer les jeunes créateurs de Bukavu à monter leurs propres entreprises dans le domaine du numérique.

## Antenne de Goma - Halle des Volcans
Dernier né des Instituts français en RDC, l’Institut français de Goma a été inauguré le 17 octobre 2017.
L’IF Goma possède un centre de langue, qui dispense des cours de français aux nationaux, mais aussi aux personnels civils et militaires des Nations unies ainsi qu’aux expatriés du Nord-Kivu.
L’Institut délivre des certifications reconnues par le ministère français de l’Éducation nationale. Un incubateur de start-up permet d’encadrer les jeunes créateurs de Goma à monter leurs propres entreprises dans le domaine du numérique.